# Mircea Ciobanul
Mircea al V-lea Ciobanul (n.  ? – d. 21 septembrie 1559, București, Țara Românească), a fost domn al Țării Românești. A domnit de trei ori, prima dată între ianuarie 1545 (intrând în București la 17 martie) - 16 noiembrie 1552, a doua oară între mai 1553 - 28 februarie 1554 (în martie părăsind Bucureștiul) și a treia oară între ianuarie 1558 - 25 septembrie 1559.

## Biografie
Era al cincilea fiu al lui Radu cel Mare. După numele de botez se chema Dumitru și a fost căsătorit cu Chiajna, fiica lui Petru Rareș. Se numea "Ciobanul" probabil pentru că înainte de a urca pe tron cumpăra oi pentru Constantinopol.
A fost numit de Poartă în ianuarie 1545 în locul fratelui său (după tată) Radu Paisie și a intrat în București ca să-și ia tronul în 17 martie 1545. Prin primul hrisov din 25 martie 1545, a menținut în funcții și chiar a promovat patru dregători ai predecesorului său. Cronica țării consemnează, că la două săptămâni după instalare, a poruncit ca să fie uciși mai mulți boieri printre care: Coadă vornicul, Radul comisul, Dragul stolnicul, Stroe spătarul, și Vintilă comisul. Cronica mai menționează că ei au fost și torturați pentru a dezvălui unde sunt banii și bijuteriile ascunse pentru a fi vărsate la tezaur. În urma acestui măcel, o parte din marea boierime și rudele celor uciși pleacă în pribegie în Transilvania și Ungaria, unde se coalizează și încearcă în două rânduri să-l răstoarne de pe tron.
Prima încercare a reprezentat-o bătălia de la Periș, din 24 august 1546, când oastea boierilor pribegi a fost atacată prin surprindere și nimicită de Mircea Ciobanul. La începutul lui 1548 are loc o nouă plecare în pribegie a boierilor rămași în țară, în frunte cu: Stoica stolnicul, Vintilă vornicul, Radu marele logofăt și Pârvu postelnicul. În aceste condiții se produce o regrupare a boierilor pribegi și în același an are loc a doua confruntare. Având în frunte un pretendent tânăr, însoțiți și de 1000 de mercenari secui au intrat în țară sperând în sprijinul populației care să se răzvrătească. Dar, acest lucru nu s-a întâmplat; mai mult chiar, cronica brașoveanului Ostermayer lasă să se înțeleagă că țăranii l-au sprijinit pe domnitor. Lupta se pare că s-a dat lângă satul Miloste (în prezent satul Milostea)  în județul Vâlcea, Mircea Ciobanul iese victorios, iar unii dintre boierii pribegi care nu au fost uciși scapă cu foarte mare greutate.
Deoarece Habsburgii care au ocupat Transilvania în 1551 voiau un domnitor devotat cauzei lor în Țara Românească, noul guvernator al Transilvaniei, generalul imperial Castaldo îl sprijină pe Radu Ilie, care înconjurat și de pribegi, a trecut hotarul în noiembrie 1552. În timp ce Radu Ilie avea cam 15 mii de oameni, Mircea Ciobanul a strâns circa 8-9 mii. Cu două zile înainte de luptă, de frică să nu fie trădat, Mircea a pus să fie uciși 47 de boieri chiar la masa sa. Lupta decisivă s-a dat la Mănești în 16 noiembrie 1552. Radu Ilie a câștigat, iar Mircea s-a refugiat cu familia la Giurgiu.
La 11 mai 1553, Mircea Ciobanul sprijinit de domnitorul Moldovei, Alexandru Lăpușneanu personal, și-a recâștigat tronul. Domnia a fost scurtă, deoarece același Alexandru Lăpușneanu, bănuindu-l de rea credință, l-a trimis pe Nădăbaico, marele vornic, să-l scoată de pe tron. Apoi, a obținut de la Poartă domnia pentru Pătrașcu, iar Mircea a fost nevoit să plece la Constantinopol.
După moartea lui Pătrașcu în ianuarie 1558, sultanul îi acordă din nou domnia lui Mircea Ciobanul. Numirea lui a provocat un exod al boierilor peste Carpați. Mircea le-a promis acestora că dacă se întorc și i se închină, îi va ierta. Primirea are loc la curtea domnească din București, în prezența dregătorilor turci. Însă, după plecarea turcilor, Mircea i-a ucis pe boieri în frunte cu Stănilă vornicul. În aceeași zi, 3 februarie 1558, a fost pentru prima dată când au pierit și reprezentanți ai clerului.
Mircea Ciobanul a murit la 25 septembrie 1559, și a fost înmormântat în biserica de la Curtea Veche din București, care a fost reclădită de el. În urma sa, energica Doamnă Chiajna îl ajută pe fiul lor Petru să obțină domnia.
Pe plan cultural, sprijină activitatea tipografică a lui Dimitrie Liubavici și a diaconului Coresi. Se ocupă de dezvoltarea urbanistică a Bucureștiului, fiind ctitorul Bisericii Domnești de la Curtea Veche, cel mai vechi lăcaș de cult din București, care se păstrează și astăzi în forma sa de origine.